# Президент Восточного Тимора
Президент Демократической Республики Восточный Тимор является главой государства Демократической Республики Восточный Тимор, который избирается всенародным голосованием на срок 5 лет. Роль президента частично ограничена, хотя он может наложить вето на законопроекты.

## Список президентов Восточного Тимора

### Президенты Народно-Демократической Республики Восточный Тимор
ФРЕТИЛИН
| №     | Имя                        | Фото | Срок полномочий                  | Политическая партия |
| ----- | -------------------------- | ---- | -------------------------------- | ------------------- |
| 1     | Франсишку Шавьер ду Амарал |      | 28 ноября 1975 — 7 декабря 1975  | ФРЕТИЛИН            |
| и. о. | Николау душ Реиш Лобату    |      | 7 декабря 1975 — 31 декабря 1978 | ФРЕТИЛИН            |

### Президенты Демократической Республики Восточный Тимор
Демократическая партия
 Национальный конгресс за тиморское восстановление
 ФРЕТИЛИН
| №     | Имя                | Фото | Срок полномочий                   | Политическая партия                           |
| ----- | ------------------ | ---- | --------------------------------- | --------------------------------------------- |
| 1     | Шанана Гужмау      |      | 20 мая 2002 — 20 мая 2007         | беспартийный                                  |
| 2     | Жозе Рамуш-Орта    |      | 20 мая 2007 — 20 мая 2012         | беспартийный                                  |
| и. о. | Висенте Гутерриш   |      | 11 февраля 2008 — 13 февраля 2008 | Национальный конгресс за реконструкцию Тимора |
| и. о. | Фернанду ди Араужу |      | 13 февраля 2008 — 17 апреля 2008  | Демократическая партия                        |
| 3     | Таур Матан Руак    |      | 20 мая 2012 — 20 мая 2017         | беспартийный                                  |
| 4     | Франсишку Гутерриш |      | 20 мая 2017 — 20 мая 2022         | ФРЕТИЛИН                                      |
| 5     | Жозе Рамуш-Орта    |      | 20 мая 2022 — настоящее время     | беспартийный                                  |